# Chamula
Chamula (hrv. Čamula), ime dano raznim grupama Indijanaca iz Chiapasa, Meksiko, a prvenstveno se odnosi na Tzotzil Indijance koji govore jezikom chamula. Ovi pravi Chamula žive danas u selima Macvilho, Romerillo, Bautista Grande, Cruz Quemada, Chicviltenal i Cruztón, a pripadaju općini San Juan Chamula.
Danas žive od poljodjelstva, uključujući kukuruz, grah i krumpir. Religija im je mješavina starih vjerovanja i katoličanstva.
Prema popisu iz 2003. 59,005 Indijanaca izjasnilo se Čamulama.

## Vanjske poveznice
- Chamula & Zinacantan, Mexico  Arhivirana inačica izvorne stranice od 11. svibnja 2008. (Wayback Machine)